# Campomarino (stacja kolejowa)
Campomarino (wł. Stazione di Campomarino) – stacja kolejowa w Campomarino, w prowincji Campobasso, w regionie Molise, we Włoszech. Znajduje się na linii Adriatica (Ankona – Lecce). 
Według klasyfikacji RFI ma kategorię brązową.

## Linie kolejowe
- Adriatica